# Distretto di Sakhrai
Il distretto di Sakhrai (in thailandese: สระใคร) è un distretto (amphoe) della Thailandia, situato nella provincia di Nong Khai.